# Pada (Estland)
Pada (Duits: Paddas) is een plaats in de Estlandse gemeente Viru-Nigula, provincie Lääne-Virumaa. De plaats heeft de status van dorp (Estisch: küla) en telt 52 inwoners (2021).
De plaats ligt aan de gelijknamige rivier. Bij Pada ligt het natuurpark Padaoru maastikukaitseala (1,77 km²). Een van de bezienswaardigheden in het park is de waterval Kohina juga. In de buurt van het dorp staat een grove den met twee stammen, die ca. 400 jaar oud is, de Padaoru mänd. De ene stam is 12,5 meter hoog en heeft een omtrek van 350 cm, de andere stam is 13 meter hoog en heeft een omtrek van 295 cm.
Bij Pada komt de Tugimaantee 20, de secundaire weg van Põdruse via Kunda naar Pada, uit op de Põhimaantee 1, de hoofdweg van Tallinn naar Narva.

## Geschiedenis
In de omgeving van Pada zijn de resten van twee burchten gevonden die van de 11e tot in de 13e eeuw werden gebruikt door de Esten voordat de Orde van de Zwaardbroeders het land onderwierp. Er zijn ook resten gevonden van een nederzetting die nog ouder is: uit de 8e tot in de 10e eeuw. Ook zijn graven gevonden uit de 2e tot en met de 6e eeuw. In de graven zijn resten van zowel begraven als gecremeerde mensen aangetroffen, en ook voorwerpen als ringen, broches en armbanden. Verspreid over het grondgebied van het dorp liggen 42 offerstenen.
Pada werd in 1241 voor het eerst genoemd in het Grondboek van Waldemar onder de naam Padagas, een dorp. In 1472 werd het genoemd als Hans Mekes von Paddegas en in 1505 als Hof Padagas, een landgoed. In 1726 heette het Paddas, zowel het landgoed als het dorp waar het bestuurscentrum was.
Het landgoed was in handen van de families von Löwenwolde en von Bellingshausen. Op het eind van de 18e eeuw was Otto Magnus von Stackelberg, die als diplomaat het Keizerrijk Rusland had gediend, de eigenaar van het landgoed. Hij liet het landhuis bouwen. Daarna was het in handen van de families von Manteuffel, von Kotzebue en von Schilling. De laatste eigenaar voor het landgoed in 1919 door het onafhankelijk geworden Estland werd onteigend, was baron Alfred von Schilling.
Het neoclassicistische landhuis werd ontworpen door de architect Jean-Baptiste Vallin de La Mothe. Het had een middendeel van drie woonlagen, bekroond door een driehoekig fronton, en twee vleugels van twee woonlagen. In 1917 werd het landhuis door bolsjewieken in brand gestoken. Sindsdien is het een ruïne. Een voorraadschuur bij het landhuis is nog steeds in goede staat.
In 1977 werden de buurdorpen Padaoru en Pada-Aruküla bij Pada gevoegd. Pada-Aruküla werd in 1997 weer een zelfstandig dorp.
In december 2010 werd de omgeving van Pada geteisterd door de sneeuwstorm Monika. Het verkeer kwam tot stilstand en ca. 600 mensen raakten ingesneeuwd.

## Foto's

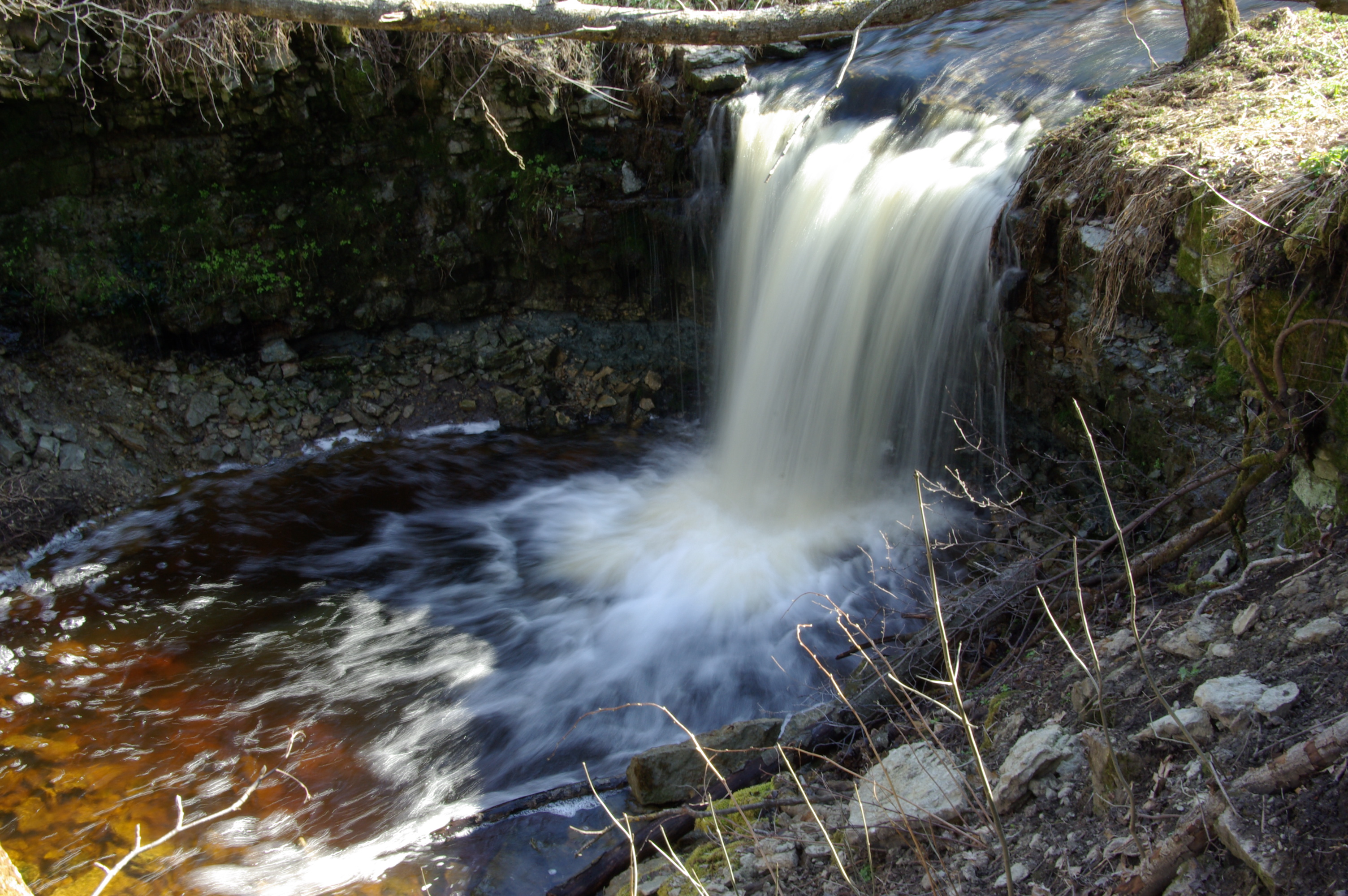
De waterval Kohina
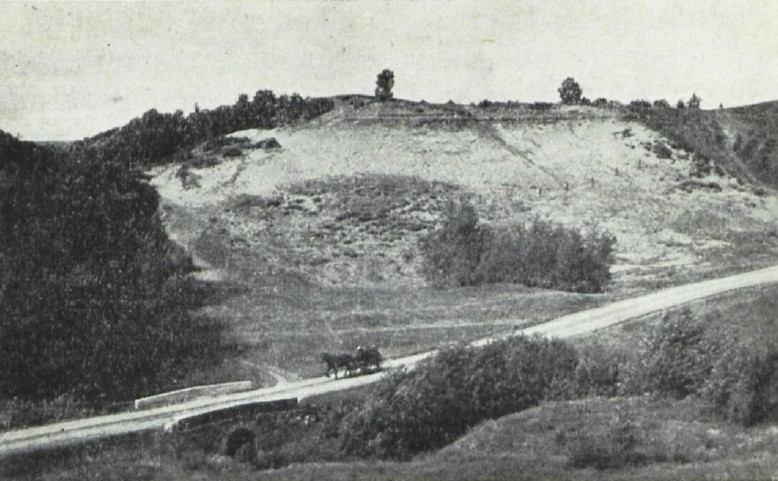
Een historische foto (jaren 20 of 30) van de plaats waar een burcht gelegen heeft
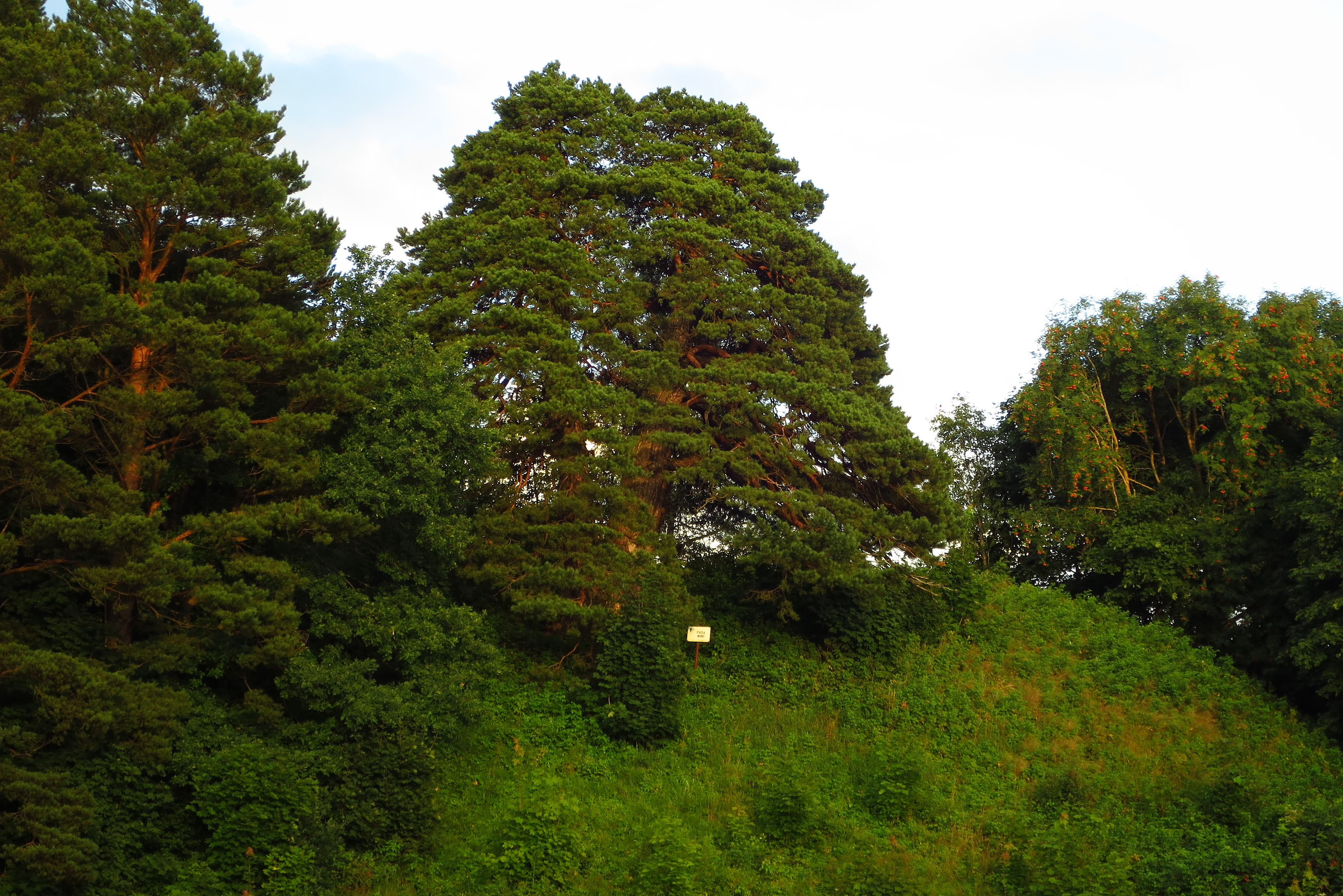
De Padaoru mänd
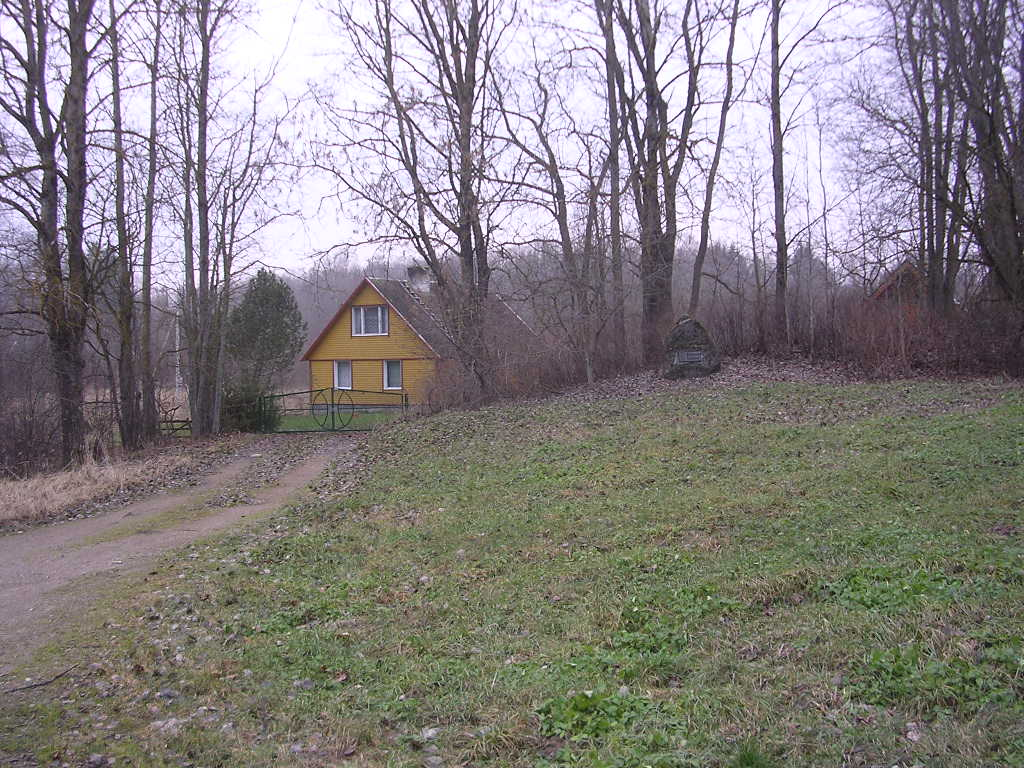
Houten huis en gedenksteen op de plaats waar tot in 1963 een school stond
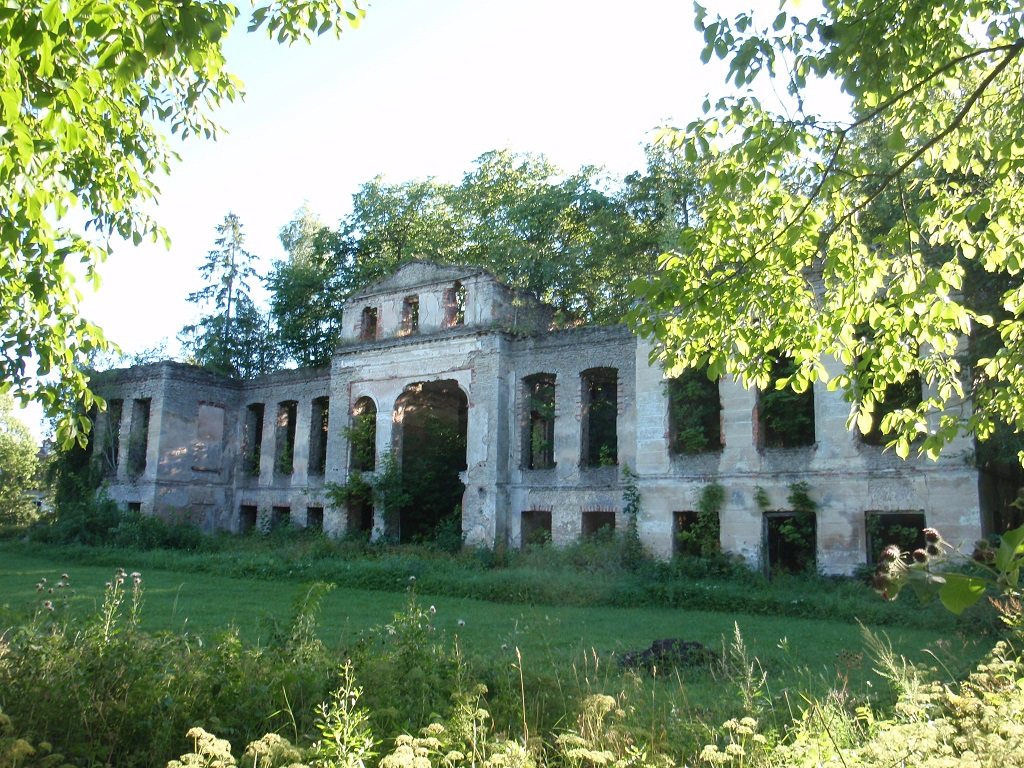
Ruïne van het landhuis
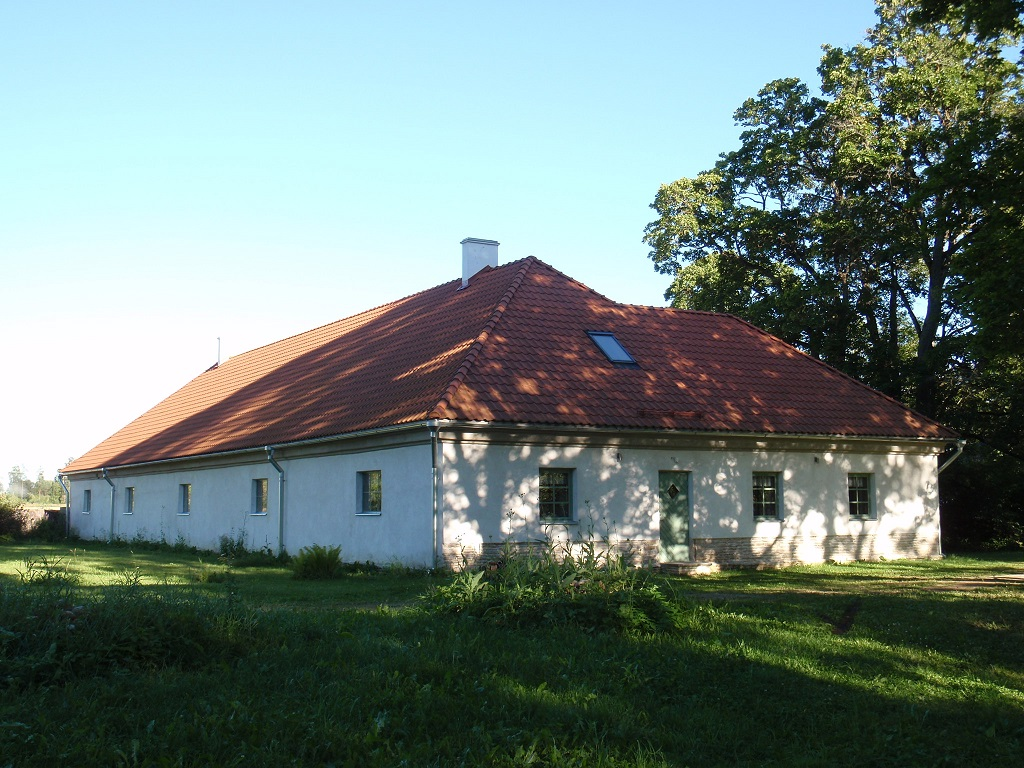
Voorraadschuur